# 케빈 회그 얀손
케빈 닐스 레나르트 회그 얀손(스웨덴어: Kevin Nils Lennart Höög Jansson, 2000년 9월 29일 ~ )은 스웨덴의 축구 선수이다. 포지션은 수비수다.